# Anta da Pedra da Orca

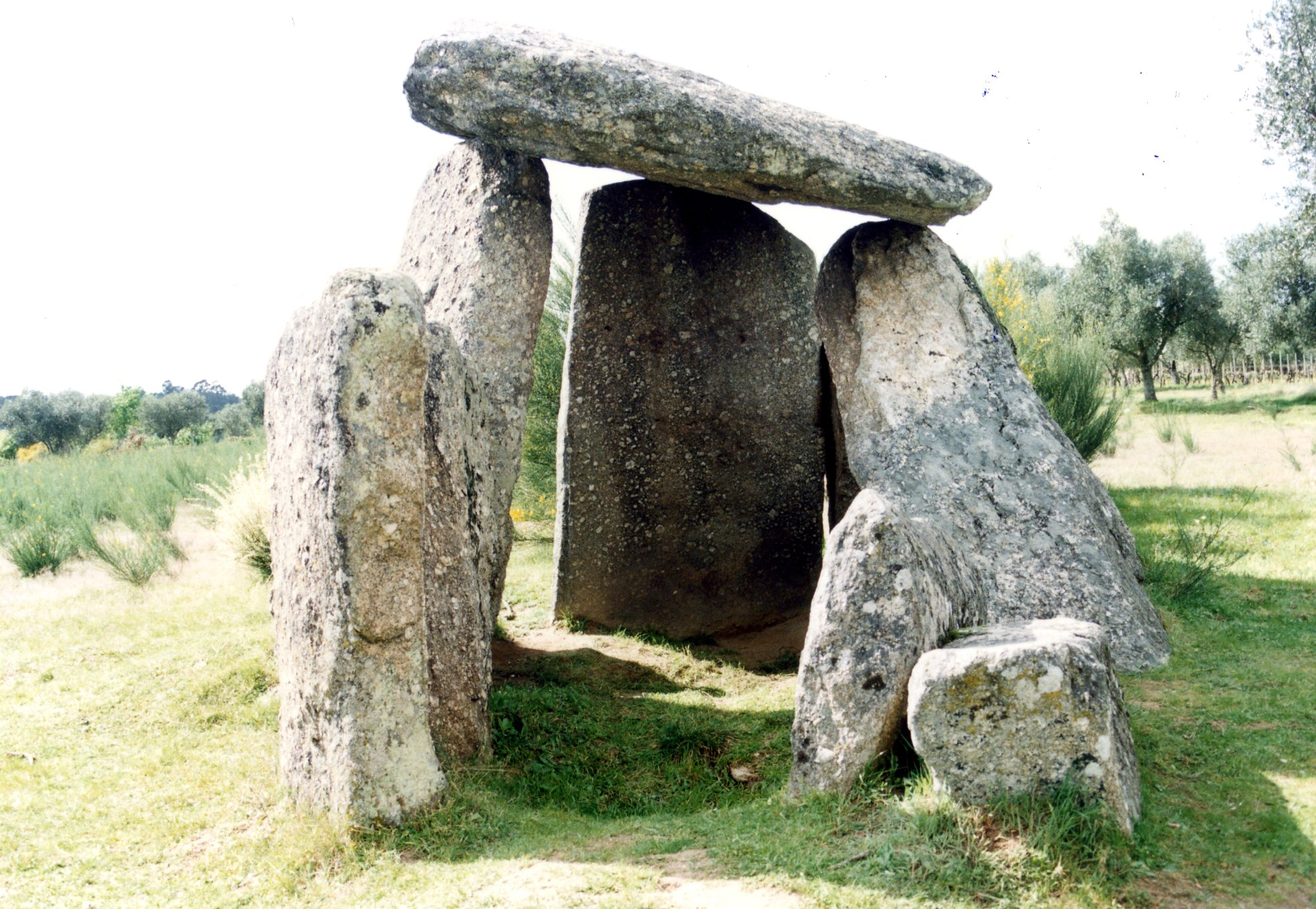
Anta da Pedra da Orca

Die Anta da Pedra da Orca (deutsch „Stein der Orca “ – auch Anta do Rio Torto genannt) ist eine Anta in der Gemeinde Rio Torto im gleichnamigen Weiler, etwa 6,0 km westlich von Gouveia, nahe der Nationalstraße Nr. 17 und dem Rio Mondego im Distrikt Guarda in der Região Centro in Portugal.
Anta ist die portugiesische Bezeichnung für etwa 5000 Megalithanlagen oder Dolmen, die während des Neolithikums im Westen der Iberischen Halbinsel von den Nachfolgern der Cardial- oder Impressokultur errichtet wurden.
Die Anta da Pedra da Orca ist etwa 3,0 Meter hoch. Ihr ursprünglicher Hügel kann noch ausgemacht werden. Die Gangsteine wurden sorgfältig angepasst. Die Tragsteine der Kammer enthalten viele Quarzkristalle. Ein breites Band von Quarz, das quer darüber verläuft, war ein bedeutendes Material in den Augen der Megalithanlagenerbauer.

Anta da Pedra da Orca
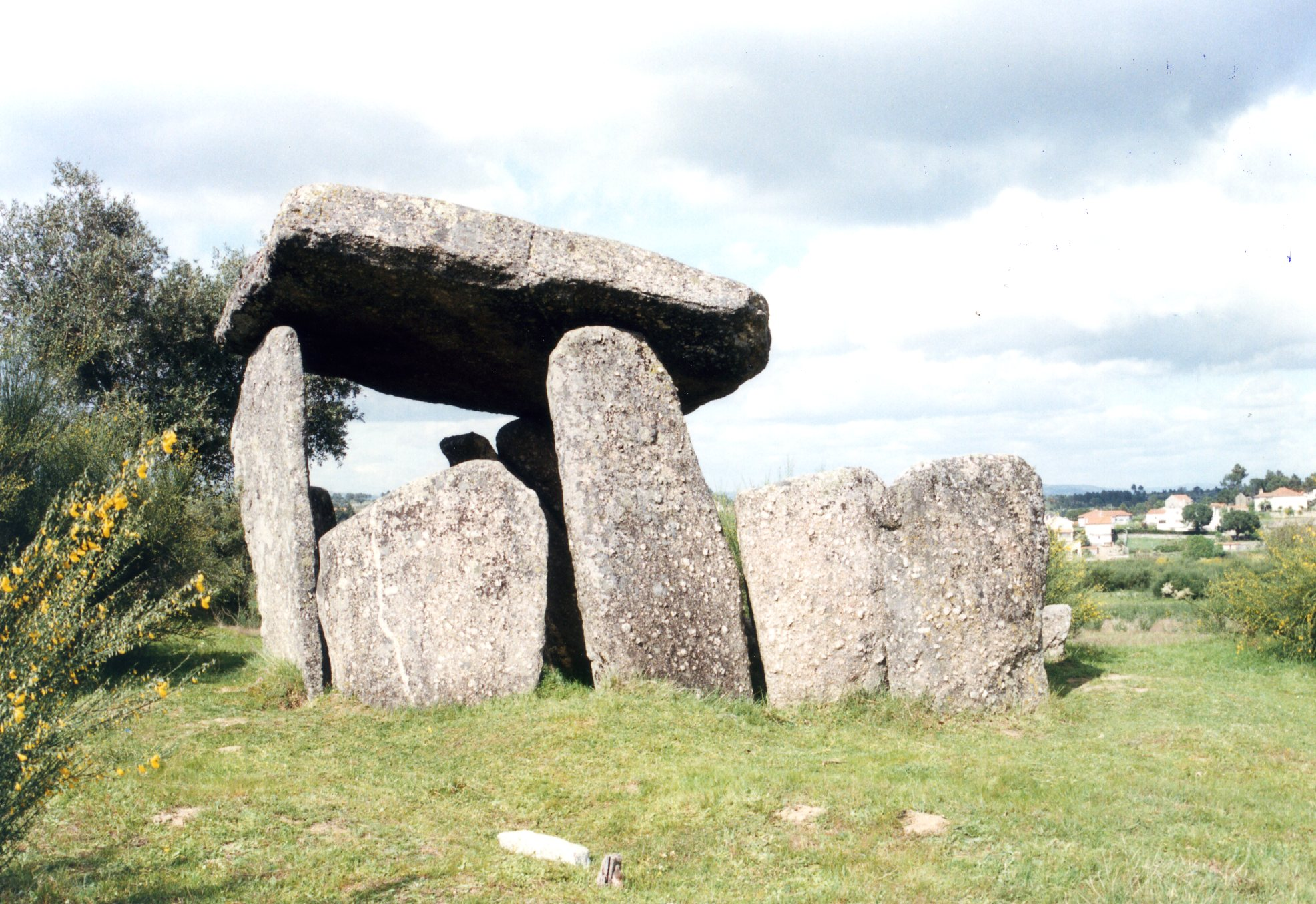
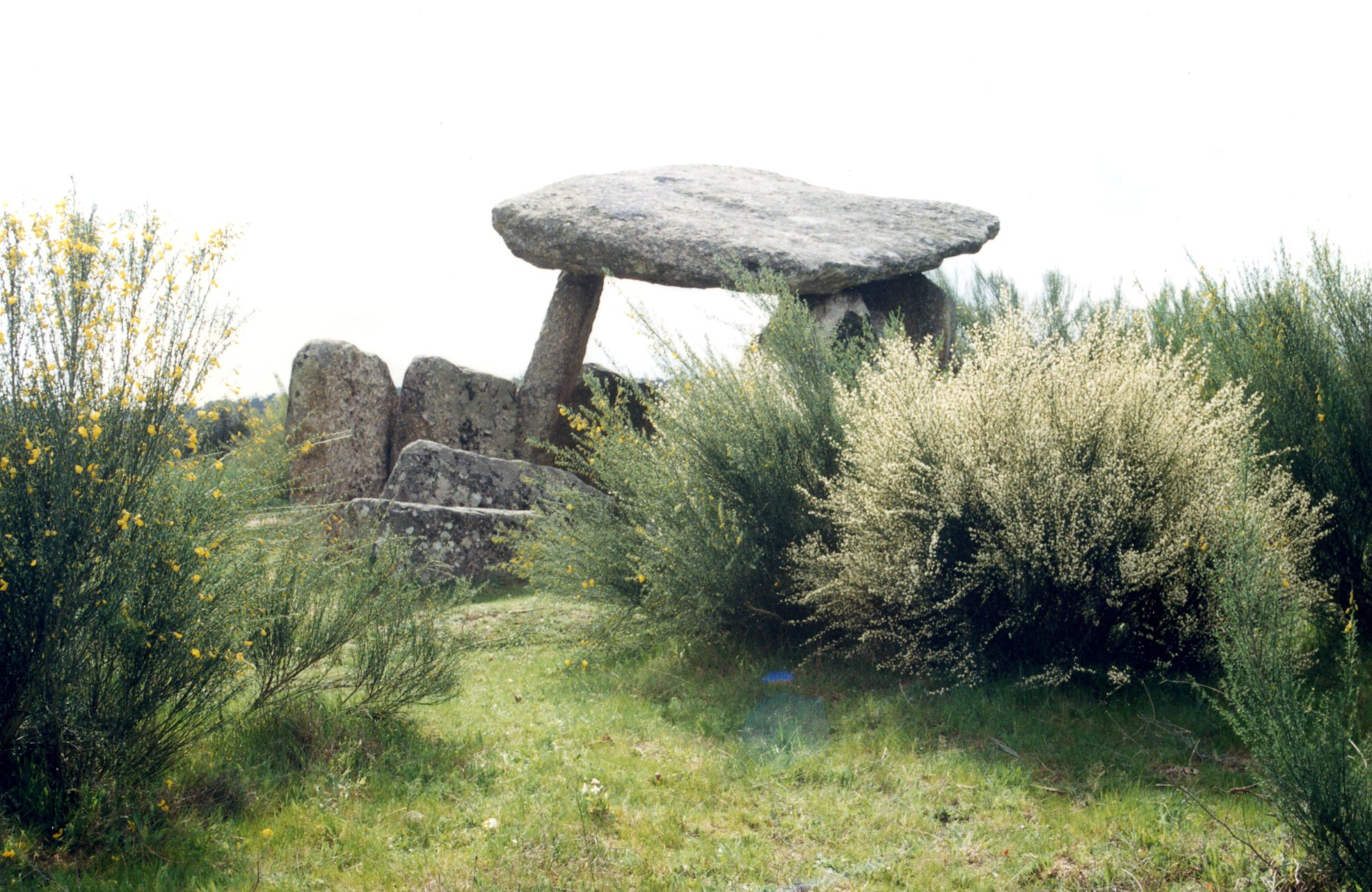
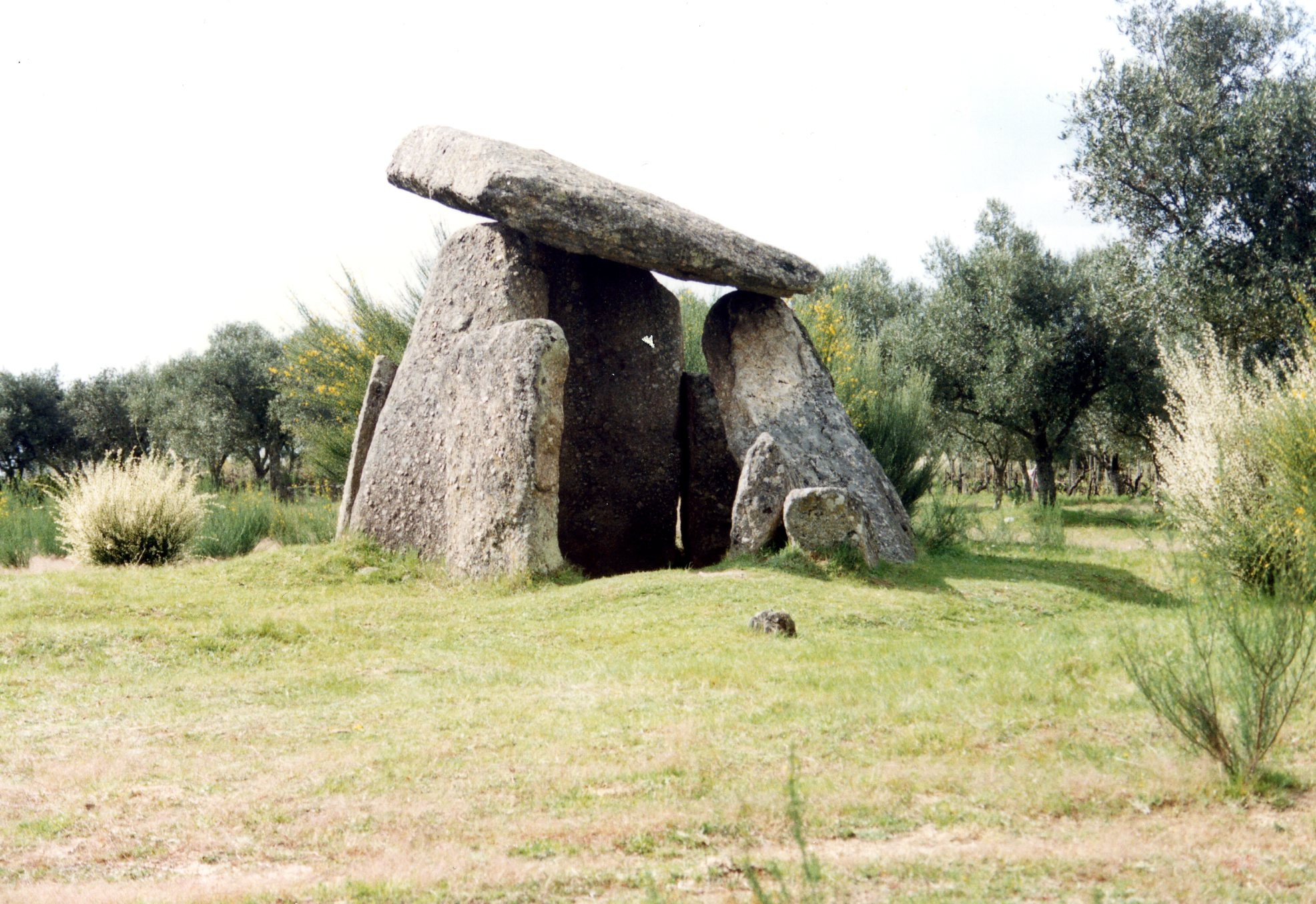
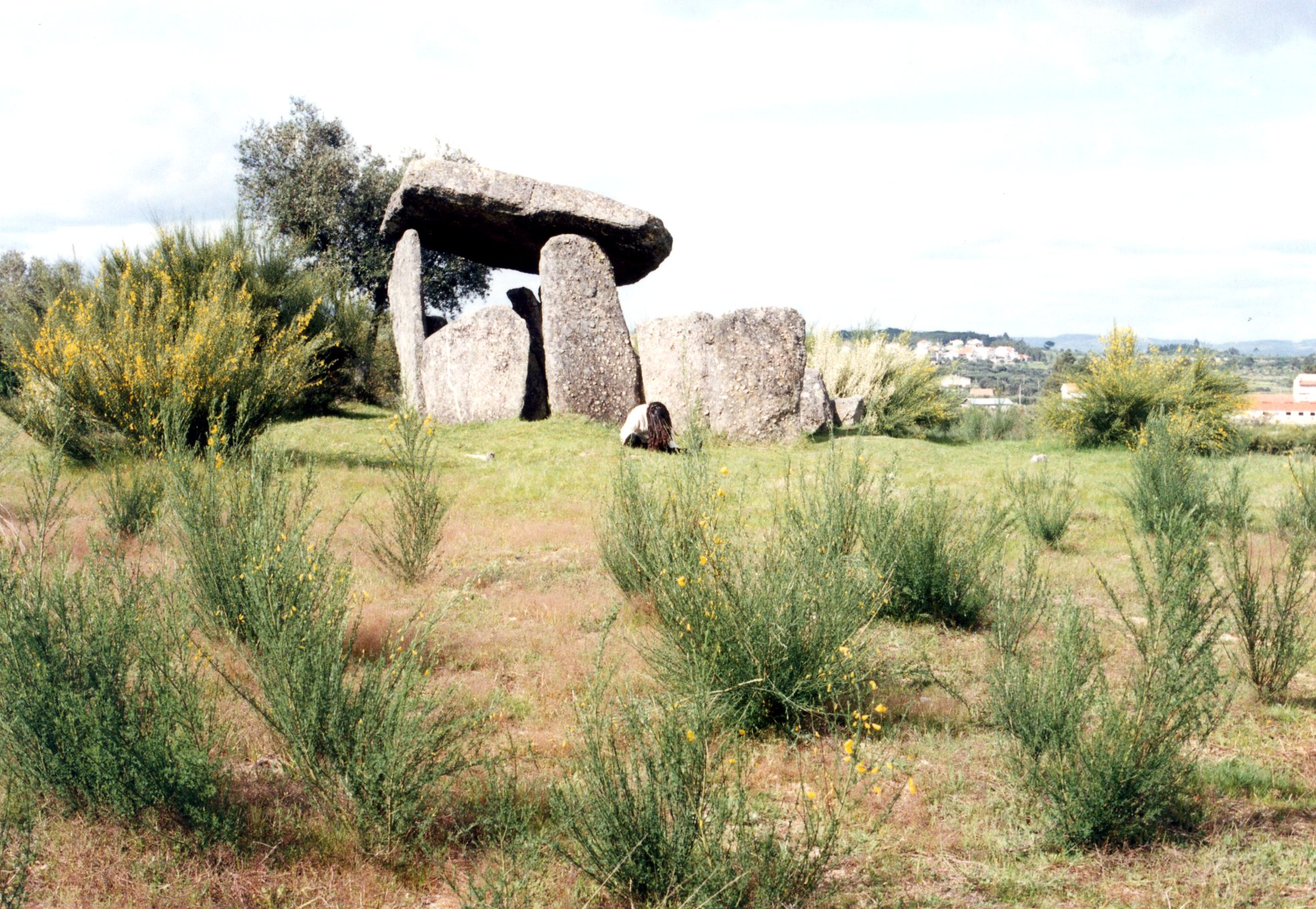